# Fonction semi-calculable
En informatique théorique, les fonctions semi-calculables ou fonctions partielles récursives sont les fonctions calculables par une machine de Turing ou tout autre système de programmation Turing-complet. Selon la thèse de Church, la classe des fonctions partielles récursives est exactement l'ensemble des fonctions numériques pouvant être décrites par un algorithme (ou tout mécanisme de calcul).
En logique mathématique, les fonctions semi-calculables correspondent aux relations fonctionnelles {\displaystyle \Sigma _{1}~} (voir Hiérarchie arithmétique).

## Exemples
Les fonctions récursives peuvent être obtenues en ajoutant aux opérateurs permis dans la définition des fonctions récursives primitives le schéma µ, à savoir :
{\displaystyle \mu _{f}(x_{1},...,x_{n})={\textrm {inf}}_{y}\{f(y,x_{1},...,x_{n})=0\}}
Autrement dit, {\displaystyle \mu _{f}(x_{1},...,x_{n})} calcule le plus petit y annulant {\displaystyle f(y,x_{1},...,x_{n})}. Si un tel y n'existe pas, le calcul de la fonction {\displaystyle \mu } ne se termine pas.
En termes plus intuitifs, cela revient à rajouter les boucles tant-que (while) dans un langage qui n'aurait que des boucles pour-tout bornées (for), le calcul de y pouvant être opéré comme suit :
y = 0
while {\displaystyle f(y,x_{1},...,x_{n})} <> 0 do y := y+1 od
return(y)
Un algorithme, ou un programme, calculant la fonction :
{\displaystyle {\begin{matrix}f:&D\subset \mathbb {N} &\rightarrow &\mathbb {N} \\&x&\mapsto &f(x)\end{matrix}}}
est appelé une fonction partielle récursive. Partielle car son ensemble de définition, son domaine, est un sous-ensemble {\displaystyle D\subset \mathbb {N} }. Si son domaine est {\displaystyle \mathbb {N} } tout entier, alors il s'agit d'une fonction récursive totale. La fonction est dite récursive car elle est calculable par un algorithme, c'est-à-dire qu'un ensemble fini d'instructions est capable de fournir, après un nombre fini d'étapes, la valeur {\displaystyle f(x)} quel que soit {\displaystyle x\in D}. L'algorithme doit spécifier l'étape suivante à partir de l'étape précédente de manière non ambigüe, et pour toute valeur de {\displaystyle x} du domaine.